# Командирът на отряда
„Командирът на отряда“ е български игрален филм (драма) от 1959 година на режисьора Дучо Мундров, по сценарий на Велчо Чанков. Оператор е Димо Коларов. Музиката във филма е композирана от Любомир Пипков.

## Актьорски състав
- Коста Цонев – Даньо
- Мирослав Миндов – Богдан
- Ирина Акташева – Людмила
- Иван Братанов – Комитата
- Иван Димов – Бай Никола
- Цветана Николова – Кака Стефана
- Румяна Симеонова – Милка
- Кръстьо Кирилов – Мустафа
- Найчо Петров – Гарвана
- Иван Стефанов – Помощник-началникът
- Стефан Петров
- Никола Дадов
- Атанас Божинов
- Георги Карев
- Никола Узунов
- Никола Мандулов
- Николай Дойчев